# 10874 Locatelli
10874 Locatelli è un asteroide della fascia principale. Scoperto nel 1996, presenta un'orbita caratterizzata da un semiasse maggiore pari a 2,3691250 UA e da un'eccentricità di 0,2028925, inclinata di 0,66158° rispetto all'eclittica.